# Shohei Okada
Shohei Okada (岡田 翔平 Okada Shohei?), född 29 april 1989 i Kanagawa prefektur, är en japansk fotbollsspelare.
Okada började sin karriär 2011 i Sagan Tosu. 2014 blev han utlånad till Shonan Bellmare. Han gick tillbaka till Sagan Tosu 2016. 2017 flyttade han till Thespakusatsu Gunma.